# Argentina Innovadora 2020
Argentina Innovadora 2020 es un plan estratégico del Ministerio de Ciencia, Tecnología e Innovación Productiva donde se hace un análisis del sector científico nacional y se proponen lineamientos para los siguientes diez años. Lanzado en 2013, este plan propone una reorientación del sistema científico teniendo en cuenta los siguientes puntos:
- Viraje gradual de políticas horizontales hacia políticas diferenciadas y focalizadas
- Mayor énfasis en el impulso a la innovación
- Mayor relevancia de la colaboración interorganizacional
- Reconocimiento de que la ciencia puede y debe contribuir a un mejoramiento de las condiciones de desarrollo e inclusión social.

La «focalización» de las políticas implicó la determinación de «áreas prioritarias» donde el estado desea fortalecer la investigación, como la agrobiotecnología, la producción de recursos forestales y oceánicos, la adaptación al cambio climático, tecnologías para la discapacidad, soluciones de hábitat, energías renovables y no renovables, generación distribuida de electricidad, equipamiento médico, componentes electrónicos, enfermades crónicas e infecciosas, fármacos biosimilares y nanomedicina.

## Financiamiento y recursos humanos
El plan muestra estimaciones de crecimiento del sector en un escenario base y en otro favorable. En el primero se esperaba que en 2020 la inversión en I+D+i como porcentaje del PBI fuera del 1,01 y la cantidad de investigadores y becarios fuera de 4,6 por 1000 de la PEA. En tanto en el segundo los número eran 1,65 % del PBI y 5 por cada 1000, respectivamente.
El plan proponía un incremento de la planta de investigadores del 10% anual hasta 2020.

## Áreas prioritarias
Se determinan "áreas prioritarias" donde el estado desea fortalecer la investigación:
- Agroindustria
  - Mejoramiento de cultivos y producción de semillas
  - Procesamiento de alimentos
  - Biorrefinerías: bioenergía, polímeros y compuestos químicos
  - Maquinaria agrícola y procesadora de alimentos
  - Producción animal tradicional
  - Producción animal no tradicional
  - Producción y procesamiento de productos frutihortícolas
  - Producción y procesamiento de recursos forestales
  - Producción y procesamiento de recursos oceánicos
- Ambiente y desarrollo sustentable
  - Sistemas de captura, almacenamiento y puesta en disponibilidad de datos ambientales
  - Recursos hídricos
  - Restauración de ambientes degradados
  - Reducción de las emisiones de gases con efecto invernadero (GEIs)
  - Reciclado de distintas corrientes de residuos
  - Adaptación al cambio climático en ambientes urbanos
  - Valoración económica, medición y evaluación de servicios ecosistémicos
- Desarrollo social
  - Economía social y desarrollo local para la innovación inclusiva
  - Hábitat
  - Tecnologías para la discapacidad
- Energía
  - Aprovechamiento de la energía solar
  - Generación distribuida de electricidad (redes inteligentes)
  - Alternativas de cultivos energéticos y procesos para la producción de biocombustibles de segunda generación
  - Uso racional de la energía
  - Tecnologías para petróleo y gas
- Industria
  - Autopartes
  - Transformación de recursos naturales en productos industriales de alto valor agregado
  - Componentes electrónicos
  - Equipamiento médico
- Salud
  - Biosimilares
  - Enfermedades infecciosas
  - Enfermedades crónicas, complejas con componentes multigénicos y asociadas a adultos
  - Bioingeniería de tejidos o medicina regenerativa
  - Fitomedicina
  - Plataformas tecnológicas
  - Nanomedicina